# Ctenichneumonops megamelas
Ctenichneumonops megamelas är en stekelart som beskrevs av Heinrich 1967. Ctenichneumonops megamelas ingår i släktet Ctenichneumonops och familjen brokparasitsteklar. Inga underarter finns listade i Catalogue of Life.